# Alegeri prezidențiale în Kenya, 2007
Alegerea președintelui Mwai Kibaki aparținând tribului Kikuyu a dus la proteste, raiduri ale poliției și violențe izbucnite între triburi ce au făcut ravagii în Kenya timp de o saptămană, după ce alegerile din 27 decembrie 2007 au fost contestate de opoziție, care a susținut că au fost falsificate.